# وستكت (باكينجهامشير)
وستكت (بالإنجليزية: Westcott, Buckinghamshire)‏ هي قرية و أبرشية مدنية تقع في المملكة المتحدة في إنجلترا.  يقدر عدد سكانها بـ 448 نسمة .